# Petrichor (album de 070 Shake)
 (mars 2025).
Motif : Manque de sources centrées de notoriété nationale
- Archive Wikiwix
- Bing
- Cairn
- DuckDuckGo
- E. Universalis
- Gallica
- Google
- G. Books
- G. News
- G. Scholar
- Persée
- Qwant
- (zh) Baidu
- (ru) Yandex
- (wd) trouver des œuvres sur Wikidata

| 1. | Préciser le motif de la pose du bandeau. | Précisez le motif de la pose du bandeau en utilisant la syntaxe suivante : {{admissibilité à vérifier\|date=mai 2025\|motif=remplacez ce texte par le motif}}                                       |
| 2. | Informer les utilisateurs concernés.     | Pensez à avertir le créateur de l'article, par exemple, en insérant le code ci-dessous sur sa page de discussion : {{subst:avertissement admissibilité à vérifier\|Petrichor (album de 070 Shake)}} |

Petrichor est le troisième album studio de l'artiste américaine 070 Shake (Daniella Balbuena), sorti le 15 novembre 2024 sous les labels G.O.O.D. Music et Def Jam Recordings. L'album fait suite à Modus Vivendi (2020) et à You Can’t Kill Me (2022). Il marque une nouvelle étape dans l'évolution musicale de l'artiste, qui continue d'explorer des mélanges de genres tels que le rap, le R&B alternatif, l'électronique et la pop expérimentale.

## Description
Le titre Petrichor fait référence à l'odeur particulière de la terre après la pluie, symbolisant la régénération et la transformation, des thèmes qui traversent tout l'album. À travers cet album, 070 Shake aborde des sujets personnels tels que la recherche de soi, les épreuves émotionnelles et les relations humaines. L'album présente une production soignée et des sonorités atmosphériques qui ont fait la renommée de l'artiste.
Bien qu'il n'ait pas encore été largement critiqué au moment de sa sortie, Petrichor est très attendu par les fans et les critiques, en raison du succès croissant de l'artiste sur la scène musicale mondiale.